# Моррис, Уильям (стрелок, США)
Уильям Моррис (англ. William Clifton "Bill" Morris III) — американский стрелок, бронзовый призёр летних Олимпийских игр.
Моррис принял участие в летних Олимпийских играх в Токио в стендовой стрельбе. Он стал бронзовым призёром в трапе.